# Projekt 1134
Projekt 1134 Berkut (v kódu NATO třída Kresta I) byla třída raketových křižníků sovětského námořnictva z doby studené války. Šlo o v pořadí druhou třídu sovětských raketových křižníků (předcházela jim Projekt 58 (Kynda)) a celkově třetí poválečnou třídu sovětských křižníků (jako první byla stavěna konvenční Projekt 68bis (Sverdlov)). Čtveřice lodí třídy Kresta I byla koncipována pro boj s hladinovými válečnými loďmi. U následujícího Projektu 1134A (Kresta II) byl daleko větší důraz kladen na ničení ponorek.

## Stavba
Celkem byly v letech 1964–1969 postaveny čtyři jednotky této třídy. Jejich stavbu provedla loděnice v Leningradu.
Jednotky projektu 1134:
| Jméno             | Založení kýlu | Spuštěna           | Vstup do služby   | Status        |
| ----------------- | ------------- | ------------------ | ----------------- | ------------- |
| Admiral Zozulja   | 1964          | 17. října 1965     | 8. října 1967     | Vyřazen 1994. |
| Vladivostok       | 1964          | 1. srpna 1966      | 1. srpna 1969     | Vyřazen 1991. |
| Viceadmiral Drozd | 1965          | 18. listopadu 1966 | 27. prosince 1968 | Vyřazen 1990. |
| Sevastopol        | 1966          | 28. dubna 1967     | 25. září 1969     | Vyřazen 1989. |

## Konstrukce

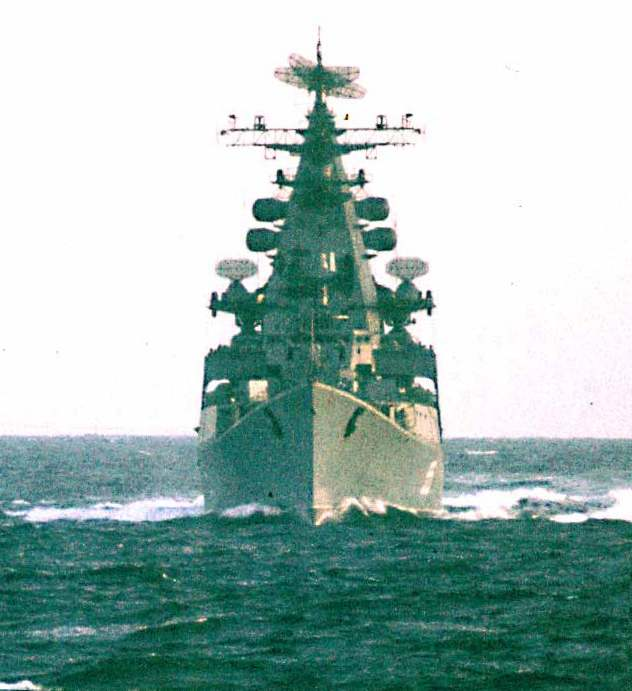
Křižník třídy Kresta I

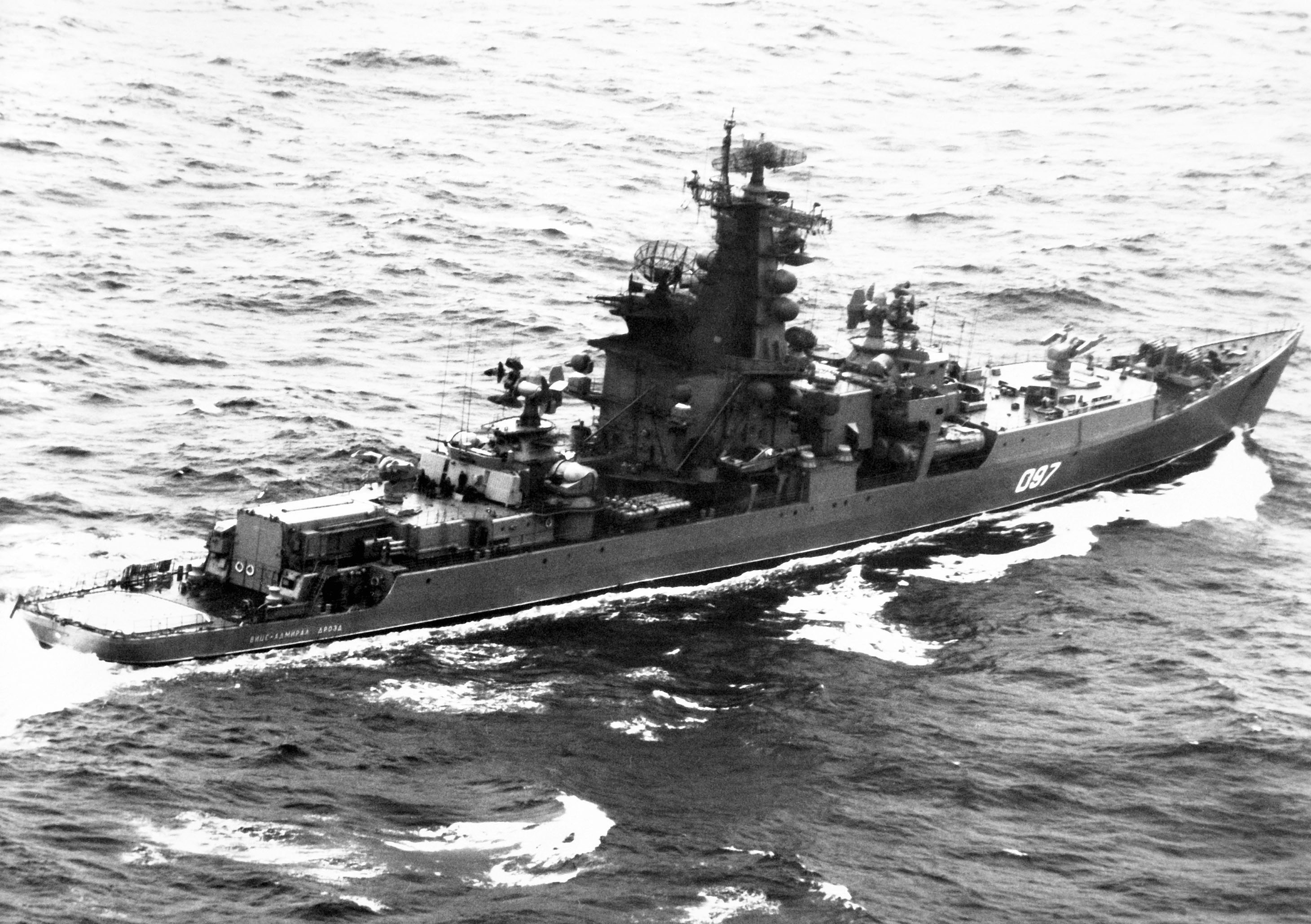
Viceadmiral Drozd

Lodím dominoval rozměrný hlavní stožár pyramidového tvaru, na kterém byly umístěny antény elektronických systémů. Před ním se nacházel velitelský můstek a za ním jediný komín lodi.
Na přídi byly vedle sebe instalovány dva dvanáctihlavňové salvové vrhače hlubinných pum RBU-6000 Smerč-2 o dostřelu 6 km. Za nimi bylo dvojité odpalovací zařízení protiletadlových řízených střel M-1 Volna (v kódu NATO SA-N-1). Druhé se nacházelo před hangárem. Neseno bylo celkem 44 střel. Po stranách můstku byly umístěny dva dvojité odpalovací kontejnery protilodních střel P-35 (v kódu NATO SS-N-3b) s dosahem 450 km. S jejich naváděním pomáhal také palubní vrtulník Kamov Ka-25B, který měl startovací plošinu a hangár na zádi křižníku.
Za komínem byly dva pětihlavňové 533mm torpédomety, za kterými se nacházely dvě dvoudělové věže s kanóny ráže 57 mm AK-725. Po stranách hangáru byly dva vrhače hlubinných pum RBU-1000 Smerč-3 o dosahu 1 km.
Křižník Viceadmiral Drozd a Admiral Zozulja byly během služby vyzbrojeny čtyřmi systémi AK-630 nesoucími 30mm rotační kanón.
Pohonný systém měl výkon 92 000 hp. Tvořily jej parní turbíny TV-12 a čtyři kotle KVN-98/64. Nejvyšší rychlost dosahovala 34 uzlů. Dosah byl 5000 námořních mil při rychlosti 18 uzlů.